# Дорожний (Смолевицький район)
Дорожний (біл. вёска Дорожный) — село в складі Смолевицького району Мінської області, Білорусь. Село підпорядковане Жодинській сільській раді, розташоване в центральній частині області.